# Kanton Remiremont
Kanton Remiremont (fr. Canton de Remiremont) je francouzský kanton ležící v departementu Vosges v regionu Grand Est. Skládá se z devíti obcí. Před reformou kantonů 2014 ho tvořilo 16 obcí.

## Obce kantonu
od roku 2015:
- Cleurie
- Éloyes
- Jarménil
- Pouxeux
- Raon-aux-Bois
- Remiremont
- Saint-Amé
- Saint-Étienne-lès-Remiremont
- Saint-Nabord

před rokem 2015:
- Cleurie
- Dommartin-lès-Remiremont
- Éloyes
- Faucompierre
- La Forge
- Jarménil
- Pouxeux
- Raon-aux-Bois
- Remiremont
- Saint-Amé
- Saint-Étienne-lès-Remiremont
- Saint-Nabord
- Le Syndicat
- Tendon
- Le Tholy
- Vecoux